# Bugawac jezik
Bugawac jezik (ISO 639-3: buk; bukaua, bukawa, bukawac, kawa, kawac, yom gawac), austronezijski jezik kojim govori 9 690 ljudi (1978 K. McElhanon) u papuanovogvinejskoj provinciji Morobe na obali zaljeva Huon Gulf.
Srodan je jeziku yabem [jae] s kojim pripada sjevernoj podskupini huongulfskih jezika. Postoji više dijalekata: istočni bugawac, centralni-istočni bugawac, centralni bugawac, centralni-zapadni bugawac, zapadni bugawac i jugozapadni bugawac.

## Vanjske poveznice
- Ethnologue (14th)
- Ethnologue (15th)